# 顏厝
顏厝，是臺灣彰化縣鹿港鎮的一個地名，位於該鎮中部偏西南。就行政區而言，範圍大致包括海埔里東南部、詔安里南半部、埔崙里北部中段、頂厝里東北觧、廖厝里西南部凸出部分西北角。

## 歷史
台灣清治末期至日治初期，顏厝地區為一街庄，稱為「顏厝庄」，隸屬於馬芝堡。該庄北與海埔厝庄為鄰，東與廖厝庄為鄰，南邊為頂厝庄，西邊為鹿港街。
1901年（日治明治三十四年）11月，該庄隸屬於彰化廳。1909年（明治四十二年）10月，改隸屬於臺中廳。1920年（大正九年），該庄改制為「顏厝」大字，隸屬於臺中州彰化郡鹿港街，大字下有「顏厝」、「查某旦」小字名。
戰後鹿港街改制為鹿港鎮，隸屬於彰化縣，大字亦改制為里。

## 交通
省道台17線又稱「西部濱海公路」，大致以左右相反的L形經過顏厝地區西部，往北可前往線西、伸港、梧棲、清水等地，往西轉南繞過鹿港市區後可前往芳苑、麥寮、台西、東石等地。
縣道135號（鹿和路二段、一段）是和美至溪湖的道路，大致以東北—西南走向經過顏厝地區東南端，往東北可前往頂番婆、和美，往西南可前往鹿港市區、埔鹽、溪湖。

## 學校
- 新興國小